# Thorsten Hinz
Thorsten Hinz (Pseudonym: Doris Neujahr; * 1962 in Barth in Vorpommern) ist ein deutscher Journalist und freier Autor. Er gehört zu den Stammautoren der Jungen Freiheit.

## Werdegang
Er studierte Germanistik in Leipzig. 1994 stieß er zur Wochenzeitung Junge Freiheit (JF), deren Politik- (1995/96) und Kulturredakteur (1997/98) er war. 1998 verließ er die Redaktion der Zeitung wieder, wobei er ihr als Stammautor erhalten blieb. Im Dezember 2004 erhielt er den hauseigenen Gerhard-Löwenthal-Preis für Journalismus. Hinz lebt und arbeitet als freier Autor in Berlin. Unter anderem schrieb er für die Kulturpolitische Korrespondenz, die Preußische Allgemeine Zeitung (PAZ), eigentümlich frei und die Sezession.

## Rezeption
Alexander Häusler attestierte ihm anhand eines JF-Artikels (2003),
in dem zum „Kulturkampf“ aufgefordert wurde, „ein geschlossen völkisch-nationalistisches Weltbild in Tradition und mit offenem Bezug auf die profaschistischen Vertreter der sog. Konservativen Revolution“.
2003 griff Hinz in der PAZ das Berliner Projekt Topographie des Terrors an und unterstellte volkspädagogische Absichten.
In einem Artikel von 2006 attackierte Hinz das Delikt der Volksverhetzung (§ 130 StGB).
Er trug mit einem JF-Artikel (2007) und dem Buch Zurüstung zum Bürgerkrieg (2008) zur Bürgerkriegsmaterie bei.
2008 schrieb Hinz über die von Historikern abgelehnte Präventivkriegsthese, der zufolge Hitler mit seinem Überfall auf die Sowjetunion 1941 einem sowjetischen Angriff zuvorgekommen sei, auf dem JF-Titelblatt: „Rettet die Alleinschuld! Geschichtsdebatte: Das deutsche Urheberrecht für die Eskalation des Zweiten Weltkriegs ist bedroht.“ Hinz bezog sich dabei auf das Werk Kampfplatz Deutschland. Stalins Kriegspläne gegen den Westen des Historikers Bogdan Musial. Dieser selbst hatte allerdings die Ansicht vertreten, dass die Sowjetunion 1941 in keiner Weise gerüstet und auf Hitlers Angriff unvorbereitet gewesen sei. Zudem hatte er darauf hingewiesen, dass es keine Belege dafür gebe, dass das Deutsche Reich von einer sowjetischen Angriffsabsicht ausgegangen sei. Diese Sichtweise wurde auch in einer Rezension des Buches durch Herbert Ammon in derselben JF-Ausgabe geteilt. Hinz dagegen befand, das Thema sei deswegen brisant, „weil das Bekenntnis zur deutschen Alleinschuld am Zweiten Weltkrieg – neben der permanenten Vergegenwärtigung des Holocaust – den einzigen Identitätsanker in diesem sonst identitätslosen Land“ darstelle. Die Behauptung, Musial hätte, trotz, so Hinz, einiger „Verneigungen vor geschichtspolitischen Geßlerhüten“, die These vom Präventivkrieg belegt, bezeichnete der Politikwissenschaftler Armin Pfahl-Traughber als „durch ideologische Voreingenommenheit bedingt“; ob durch „eine selektive Lesart oder schon eine manipulative Täuschung“, ließ er offen. Zudem wies er mit Blick auf die deutsche Schuld am Kriegsausbruch darauf hin, dass der Zweite Weltkrieg nicht 1941, sondern bereits 1939 mit dem deutschen Überfall auf Polen begonnen habe.
Hinz (2009) riet in der JF von einer „Holocaust-Religion“ ab. Den Terminus stufte Clemens Heni als antisemitisch ein.
In weiteren Beiträgen der JF befasste er sich mit der Vorstandsvorsitzenden der Amadeu Antonio Stiftung Anetta Kahane, die er als keine starke intellektuelle Begabung bzw. mediokre Natur bezeichnete und mehrfach ihre jüdische Herkunft bzw. ihre Hinwendung zum jüdischen Glauben erwähnte. Nach Britta Schellenberg schmähte er Kahane 2007 mit seinem Porträt und schuf „ein klassisches rechtsextremes Feindbild: Jüdisch, Spitzel und Bolschewiki“.
Im Zuge der deutschen Enthaltung zur Libyen-Resolution 2011 beanstandete er ein konzeptloses Auftreten der Bundesregierung.
Wiewohl er 2014 Alexander Dugins „russischen Vormachtanspruch“ kritisierte, „ohne ein gemeinsames Bündnis insgesamt abzulehnen“, begrüßte er „die autoritären Maßnahmen und den Konfrontationskurs Russlands gegenüber einem dekadenten Liberalismus“ (Volker Weiß).
Nach dem Terroranschlag auf zwei Moscheen in Christchurch 2019 behauptete Hinz in der Jungen Freiheit, dass der Täter Brenton Tarrant zur „Vortäuschung struktureller Verbindungen […] Spuren“ gelegt habe. Dieser Erklärungsversuch Hinz’ bezog sich darauf, dass Tarrant Begriffe der Rechten benutzt, Geld an die rechtsextreme Identitäre Bewegung überwiesen und Kontakt zu deren Ideologen Martin Sellner gehabt hatte.

## Schriften (Auswahl)
- Zurüstung zum Bürgerkrieg (= Kaplaken. 9). Ed. Antaios, Schnellroda 2008, ISBN 3-935063-79-2.
- Das verlorene Land. Aufsätze zur deutschen Geschichtspolitik. Ed. JF, Berlin 2008, ISBN 978-3-929886-30-6 (4. Auflage 2016).
- Literatur aus der Schuldkolonie. Schreiben in Deutschland nach 1945 (= Kaplaken. 20). Ed. Antaios, Schnellroda 2010, ISBN 978-3-935063-90-6.
- Die Psychologie der Niederlage. Über die deutsche Mentalität. Ed. JF, Berlin 2010, ISBN 978-3-929886-34-4 (5. Auflage 2016).
- Der Weizsäcker-Komplex. Eine politische Archäologie. JF, Berlin 2012, ISBN 978-3-929886-40-5.
- Weltflucht und Massenwahn. Deutschland in Zeiten der Völkerwanderung. JF Edition, Berlin 2016, ISBN 978-3-929886-56-6.